# At The Drive-In
At The Drive-In (también conegut com ATDI) és una banda de post-hardcore formada el 1994 a El Paso, Texas; activa fins al 2001.
La banda va editar varis EP i discos en discogràfiques independents, entre d'altres, el seu disc debut Acrobatic Tenement(1997), per el segell Flipside. Al any següent, el segell Fearless va publicar In/Casino/Out, amb un so més professional. L'any 2000, Relationship of Command va catapultar l'èxit de At the Drive-In, inclòs en el lloc #42 dins dels 100 millors àlbums del segle XXI, segons The Guardian.
L'any 2012, la banda va tornar a la seva activitat, va participar en diversos festivals. Després d'un silenci discogràfic de 17 anys, el quintet va publicar a•li•a l'any 2017.
La formació "clàssica" va ser Cedric Bixler-Zavala (veu), Omar Rodríguez-López (guitarra), Paul Hinojos-González (baix), Tony Hajjar (bateria) i Jim Ward (guitarra). Aquest últim va ser reemplaçat per Keeley Davis, membre de Engine Down i Sparta.
Després de fer una gira sudamericana, ATDI va anunciar una parada indefinida al novembre del 2018.

## Discografia
Àlbums d'estudi
- Acrobatic Tenement (1997, Flipside)
- In/Casino/Out (1998, Fearless)
- Relationship of Command (2000, Grand Royal, Virgin)
- In•ter a•li•a (2017, Rise)

EP
- Hell Paso (1994, Western Breed)
- ¡Alfaro Vive, Carajo! (1995, Western Breed)
- El Gran Orgo (1997, Onefoot)
- Vaya (1999, Fearless)
- Diamanté (2017, Rise)

Splits
- ATDI / Aasee Lake (1998, Ghetto Defendant, Nerd Rock)
- ATDI / Sunshine (2000, Big Wheel Recreation)
- ATDI / Burning Airlines (2000, Thick)
- ATDI / The Murder City Devils (2000, Buddyhead)

Recopilacions
- This Station Is Non-Operational (2005, Fearless) UK #118
- In/Casino/Out : Acrobatic Tenement Box set (2006, V2)

Senzills
- Metronome Arthritis (1999)
- Rascuache / Chanbara (1999, Fearless, Den)
- Rolodex Propaganda (2000, Grand Royal, Virgin)
- One Armed Scissor (2000, Grand Royal, Restart) UK #64
- Rolodex Propaganda feat Iggy Pop (2001) UK #54
- Invalid Litter Dept (2001, Grand Royal, Virgin) UK #50
- One Armed Scissor (The Field Remix) (2013, Transgressive)
- Governed By Contagions (2016)
- Hostage Stamps (2017, Rise)

Àlbums de video
- Operations Manual EPK VHS (2000, Virgin)

Bootlegs
- Live In Tokyo, Japan, January 18, 2001 12" (2001, Lost Horse)